# بزرگراه میان‌ایالتی ۷۵
بزرگراه میان ایالتی ۷۵ (به انگلیسی: Interstate-75، مخفف:I-75) یکی از بزرگراه‌های میان ایالتی آمریکاست؛ که مسیر شمالی-جنوبی داشته و زیرمجموعه دارد. این بزرگراه، از بزرگترین بزرگراه‌های آمریکاست.